# Calyptranthera gautieri
Calyptranthera gautieri là một loài thực vật có hoa trong họ La bố ma. Loài này được Klack. mô tả khoa học đầu tiên năm 1998.